# Conus guanche
Conus guanche é uma espécie de gastrópode do gênero Conus, pertencente à família Conidae.

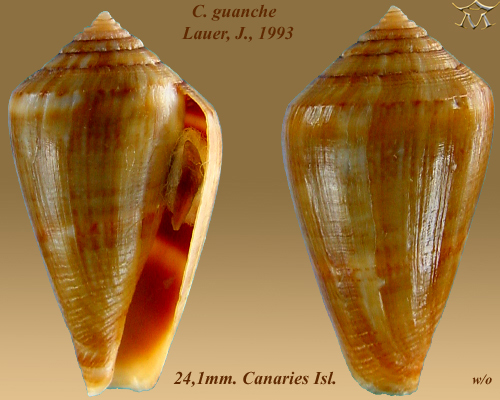